# Umur Bey

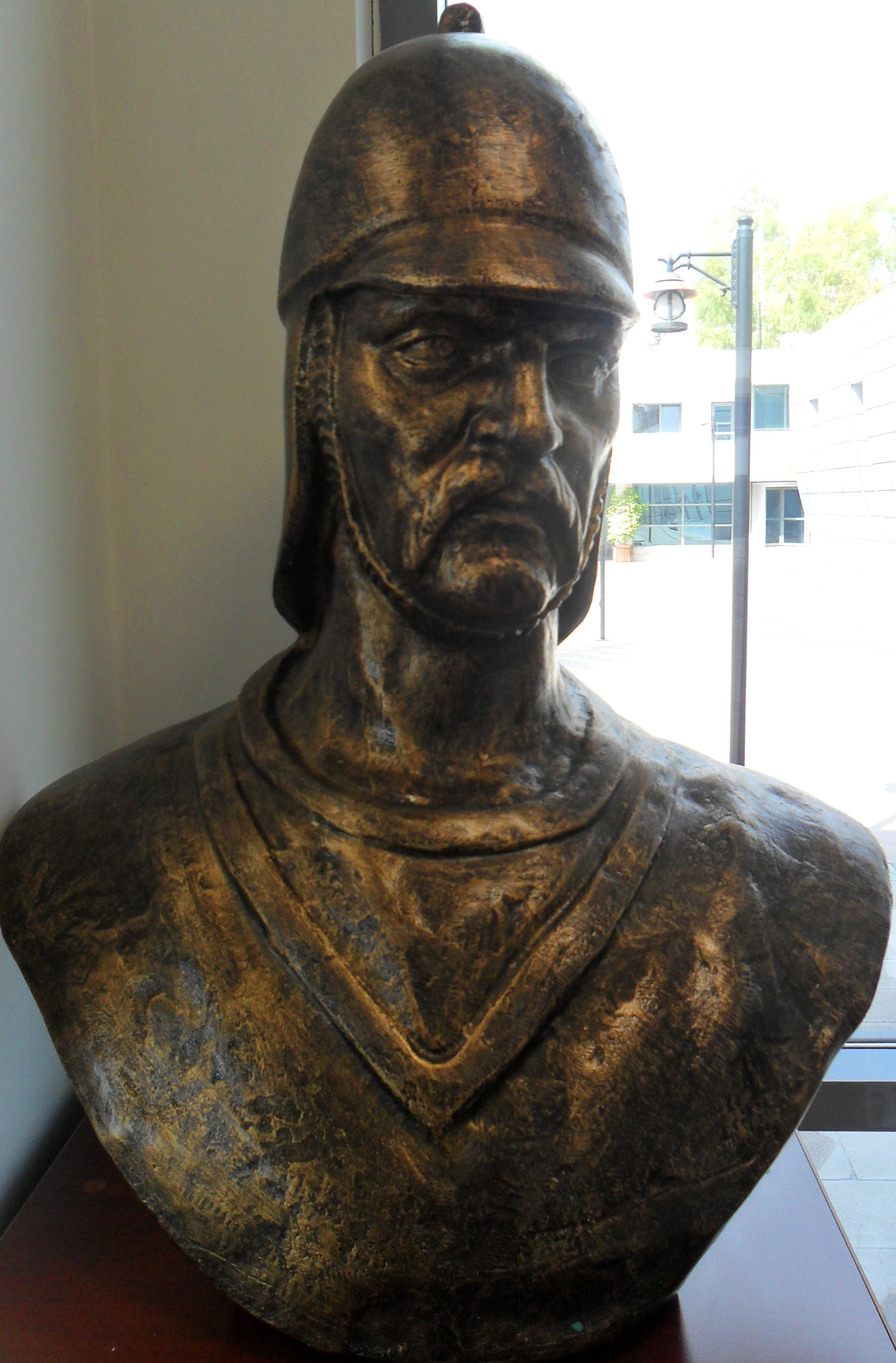
Büste des Umur Bey im Marinemuseum von Mersin

Umur Bey, auch als Umur Pascha oder Umur von Aydin bezeichnet (türkisch Aydınoğlu Gazi Umur Bey, * um 1309 in Aydin; † 1348 vor Izmir), war ein türkischer Emir der Aydınoğlu.

## Emir von Aydın
Aus den Resten des spätestens 1307 zusammengebrochenen Sultanats der Rum-Seldschuken hatte Umars Vater Aydınoğlu Muhammad Bey im Westen Anatoliens 1308 das Beylik von Aydın geschaffen, 1317 gelang ihm die Eroberung des bis dahin byzantinischen Smyrna. Muhammad Bey (Mehmet Bey) und sein ihm 1334 in der Herrschaft nachfolgender Sohn Umar hatten in den eroberten Häfen an der anatolischen Ägäisküste eine schlagkräftige Flotte aufgebaut, welche die Flotten der Kreuzfahrer in der gesamten Ägäis herausforderte und deren Besitzungen überfiel.

## Kampf und Tod
Umar schloss 1335 mit dem byzantinischen Kaiser Andronikos III. ein Bündnis gegen Venezianer, Genueser und Johanniter. Auch mit dem ebenfalls über eine bedeutende Flotte verfügenden Emir Saruhan Bey im benachbarten Manisa verbündete sich Umar. Gegen große Geldsummen lieh Umar dem Kaiser wiederholt Schiffe und Söldner, die gegen die Kreuzfahrer, gegen den serbischen König Stefan Dušan und im Byzantinischen Bürgerkrieg für Andronikos kämpften. 1342 kämpften 6000 Soldaten Umars vor Thessaloniki, doch er selbst wurde von einer Kreuzzugsliga, bestehend aus dem Papsttum, Venedig, den Johannitern und den Lusignans, angegriffen, die Ende 1344 Smyrna eroberten. Beim Versuch der Rückeroberung fiel Umar im Frühjahr 1348 im Kampf vor den Toren der Stadt.
Die Herrschaft über Aydin übernahm sein Bruder Hızır Bey.

## Rezeption
Umars Leben und Kampf sind in dem 1465 von Enveri verfassten Heldenepos Düstürname Destan (Destan von Umur Pasha) verewigt. Einige Kriegsschiffe der osmanischen und später der türkischen Marine wurden nach Umur Bey benannt.